# Al-Awwamijja
Al-Awwamijja – miasto w Arabii Saudyjskiej, w Prowincji Wschodniej. W 2010 roku liczyło 26 691 mieszkańców.